# Літолого-фаціальні карти
Літо́лого-фаціа́льні ка́рти, палеографі́чні ка́рти — карти, які відображають просторові зміни літологічного складу і потужності осадових і осадово-вулканогенних порід певного геол. віку в залежності від тектонічного режиму і фіз.-географічних умов їх седиментації. Л.-ф.к. відображають розподіл суші і моря в ту або іншу геол. епоху, передбачуваний рельєф суші і мор. дна, положення долин палеорік, області різних типів континентального, лагунового і мор. осадонакопичення, кліматичну зональність, що існувала в межах даної території, і ін. особливості фіз.-географічних обставин минулого. Серія Л.-ф.к., що охоплює без перерви (вік за віком) весь осадовий розріз регіону, дозволяє відтворити історію осадонакопичення і розвитку фіз.-географічного середовища та виявити зв'язки між ними, а також умови існування і розселення фауни і флори та формування родов. осадових корисних копалин.